# Operativo Conjunto Laguna Segura
El Operativo Conjunto Laguna Segura, inició actividades el 20 de octubre de 2011, con el envío de efectivos militares y federales para desarticular a los cárteles del Pacífico, del Golfo y Los Zetas.

## Despliegue Táctico
Cerca de 1,000 elementos de la SEDENA, SEMAR y PGR fueron desplegados en la operación inicial.
- 18 de septiembre de 2011: Son incendiadas cinco casetas policiales (que no se encontraban en uso durante los ataques) en distintos puntos de Torreón, Coahuila, según autoridades los ataques fueron perpetrado por jóvenes que se desplazaban en dos vehículos color naranja, dejaron como saldo de una persona en situación de calle que sufrió quemaduras de segundo y tercer grado en 45% de su cuerpo y daños materiales.[3]